# Bala Qusar
Bala Qusar è un comune dell'Azerbaigian situato nel distretto di Qusar. Conta una popolazione di 1 382 abitanti.